# Lou Roe
Louis "Lou" Marquel Roe, (Atlantic City, Nueva Jersey; 14 de julio de 1972) es un exjugador de baloncesto profesional de nacionalidad estadounidense y con pasaporte español cuya mayor parte de su carrera deportiva transcurrió en clubes europeos, principalmente de España. Con 2,00 metros de altura y 114 kilos de peso, ocupaba la posición de pívot.

## Trayectoria deportiva

### Universidad
Inició su carrera en la Universidad de Massachusetts, que con el paso del tiempo acabó distinguiéndolo como uno de los jugadores más importantes que pasaron por la misma al incluirlo en su Hall of fame. En 1994 fue internacional con la Estados Unidos que compitió en los Goodwill Games.

### Profesional
Fue elegido por los Detroit Pistons como primera elección de la 2ª ronda (puesto 30 del global) del draft  de 1995. En la NBA disputó dos temporadas, la 1995-96 con los Pistons y la 1996-97 con los Golden State Warriors. En total jugó 66 partidos, anotando 130 puntos.
En 1997 juega por primera vez en España, país en el que a la postre desarrollaría la mayor parte de su carrera, tras fichar por el Unicaja Málaga de la liga ACB, liga en la que se convirtió en uno de sus jugadores más destacados, llegando a obtener un total de sus 19 nominaciones como jugador de la semana, 9 como jugador del mes y el galardón de MVP de la temporada 2000-2001 con el Gijón Baloncesto.
Anunció su retirada a principios de mayo de 2012, tras jugar las dos últimas temporadas de su carrera en el Regatas de Corrientes de la LNB argentina poniendo fin a una trayectoria de 17 años compitiendo a nivel profesional.